# Кольса, Гонсало
Гонса́ло Ко́льса Альбендеа (исп. Gonzalo Colsa Albendea; род. 2 апреля 1979 года, Сантандер, Испания) — испанский футболист, ныне — ассистент главного тренера. Экс-игрок юношеских и молодёжной сборной Испании.

## Карьера
Кольса родился в Сантандере и стал воспитанником местного «Расинга». Первые четыре сезона, Кольса появляся в составе клуба лишь периодически, побывав во втором дивизионе в «Логроньесе». Тем не менее, в свой последний сезон первого пребывания в «Расинге», Гонсало забил три гола в девятнадцати играх, но «Расинг» все равно покинул первый дивизион Испании.
Выступая за «Атлетико Мадрид», «Реал Вальядолид» и «Мальорку», в 2006 году игрок вернулся в родной клуб. На этот раз, в качестве капитана.